# Marko Ivezić
Marko Ivezić (serbisch-kyrillisch Марко Ивезић; * 2. Dezember 2001 in Belgrad) ist ein serbischer Fußballspieler.

## Karriere
Marko Ivezić war seit dem Sommer 2019 zunächst in der U19 des FK Voždovac aktiv, ehe er zur Rückrunde der Saison 2020/21 zur Profimannschaft in die SuperLiga aufrückte. Dort entwickelte er sich schnell zum Stammspieler und führte seinen Verein in der Saison 2022/23 sogar als Mannschaftskapitän aufs Feld. Auch wurde er im Januar 2023 erstmals zur serbischen Fußballnationalmannschaft berufen und debütierte bei einem 2:1-Sieg in einem Freundschaftsspiel gegen die USA.
Im Sommer 2023 wechselte Ivezić in die 2. Fußball-Bundesliga zu Holstein Kiel, wo er einen Vertrag bis zum 30. Juni 2027 unterschrieb.

## Erfolge
- Aufstieg in die Bundesliga: 2024